# Laferté-sur-Amance
Laferté-sur-Amance is een gemeente in het Franse departement Haute-Marne (regio Grand Est) en telt 112 inwoners (2009). De plaats maakt deel uit van het arrondissement Langres.

## Geografie
De oppervlakte van Laferté-sur-Amance bedraagt 8,1 km², de bevolkingsdichtheid is dus 13,8 inwoners per km².
De onderstaande kaart toont de ligging van Laferté-sur-Amance met de belangrijkste infrastructuur en aangrenzende gemeenten.

## Demografie
Onderstaande figuur toont het verloop van het inwonertal (bron: INSEE-tellingen).